# 仰願寺
仰願寺（こうがんじ）は、東京都台東区にある浄土宗の寺院。

## 歴史
1623年（元和9年）、栄良によって開山された。元々は現在の埼玉県八潮市垳に位置していたが、1648年（正保5年）に現在地に移転した。
1680年（延宝8年）、当寺は京橋越前屋に依頼し、地蔵尊の献灯用の小さな蝋燭を作らせた。仏前に灯す小さな蝋燭を「仰願寺蝋燭」というのは、これが起源である。
1954年（昭和29年）、幼稚園「仰願寺幼稚園」を開園した。

## 文化財
- 銅造阿弥陀如来坐像（台東区有形文化財 平成29年3月登載）[3]

## 交通アクセス
- 南千住駅より徒歩約15分（経路案内）。
- 日比谷線三ノ輪駅より徒歩約17分（経路案内）。